# TinyBE

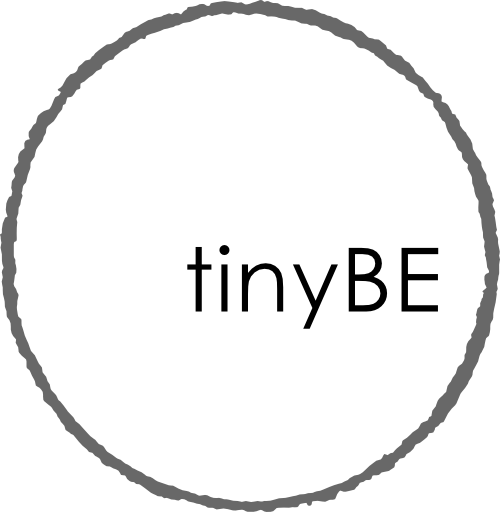
tinyBE-Logo

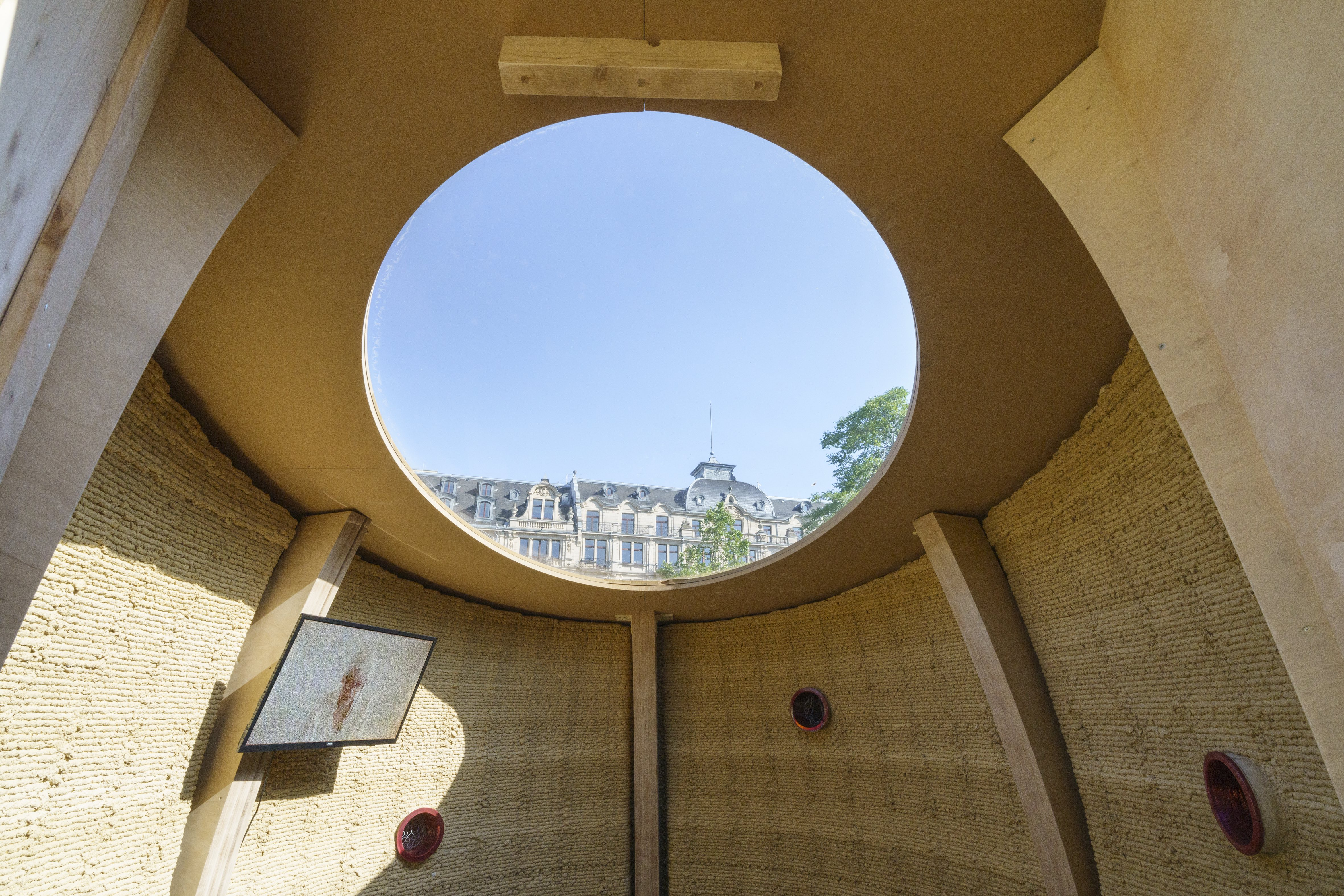
The House Of Dust von Alison Knowles

TinyBE: Living in a Sculpture (stilisierte Eigenschreibweise tinyBE • living in a sculpture) ist ein Ausstellungs- und Veranstaltungsformat, das einen interdisziplinären Dialog an der Schnittstelle von bildender Kunst, Architektur, Design und Wissenschaft ermöglichen soll. Die Auftakt-Ausstellung von TinyBE fand 2021 im Metzlerpark des Museums Angewandte Kunst in Frankfurt am Main, am Kranzplatz in Wiesbaden und am Landesmuseum in Darmstadt statt. Kuratorin und Initiatorin ist Cornelia Saalfrank, Co-Kuratorin Katrin Lewinsky. Träger der Ausstellung ist die gemeinnützige tinyBE gGmbH.

## Konzept
TinyBE ist eine globale Plattform für Künstler zum Thema „nachhaltige Gestaltung des Lebens“. TinyBE organisiert Ausstellungen bewohnbarer Skulpturen im öffentlichen Raum und bietet sie als „Freiraum zum Diskurs über sinnstiftendes Leben“ an. Die Künstler schaffen bewohnbare Skulpturen, die grundlegende Fragen unsere Gesellschaft, wie wir leben möchten und was wir tatsächlich brauchen, erfahrbar machen.

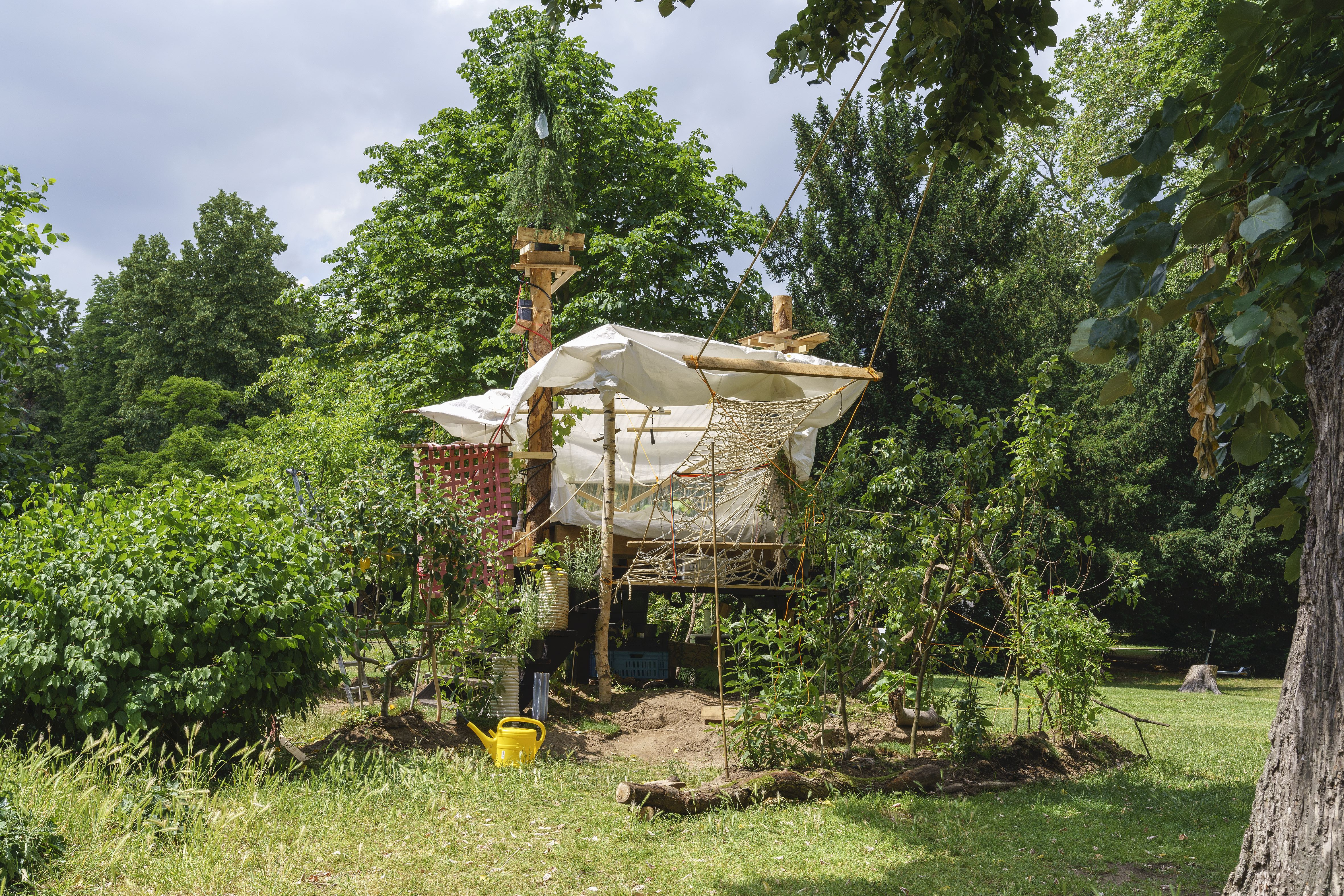
Spiral home von Terence Koh

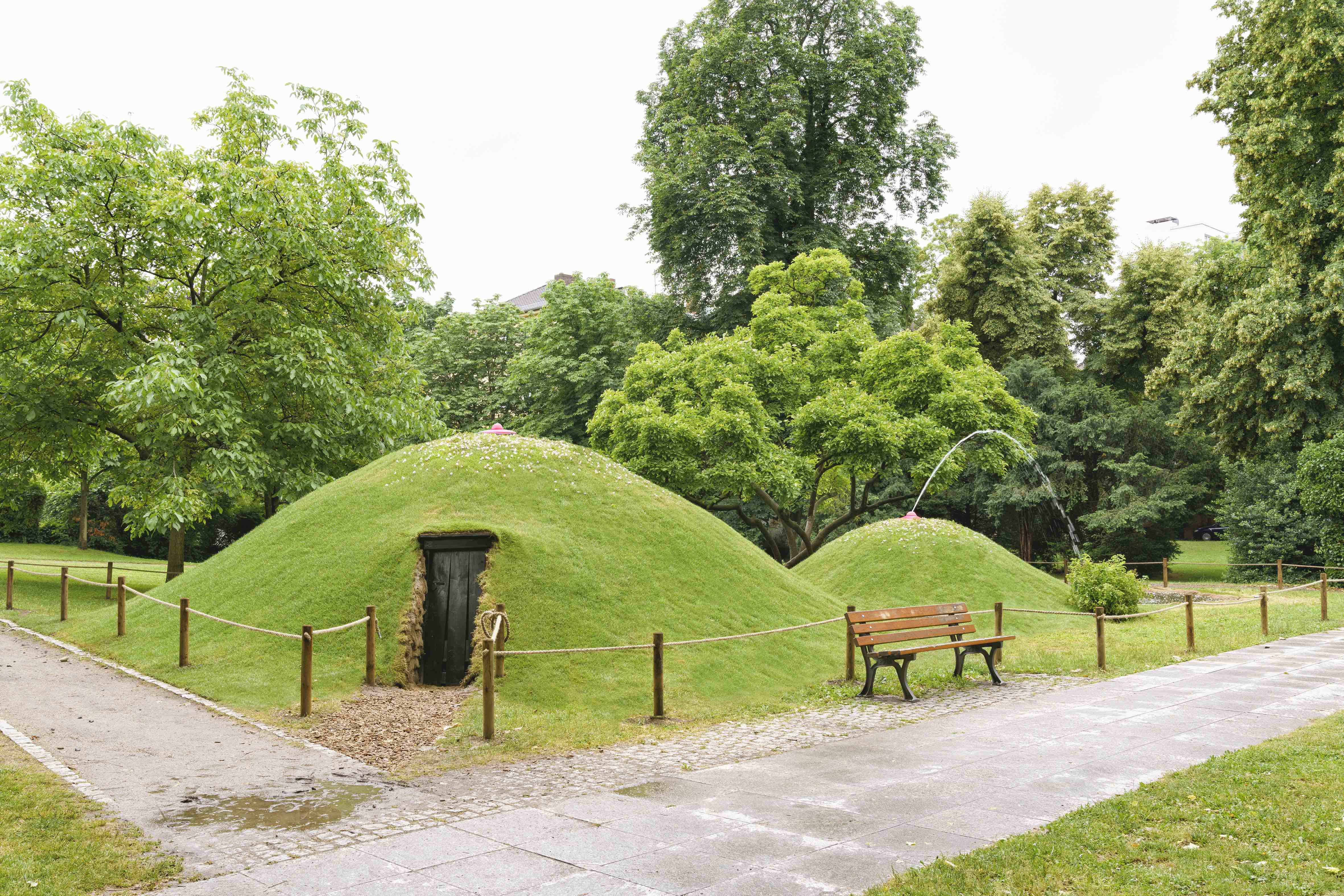
Boob Hills Burrows von Laure Prouvost

Das Projekt soll in Form einer Biennale oder Triennale fortgeführt werden und auch in anderen Städten und Ländern gezeigt werden.

## Ausstellungen
Ausstellungsorte waren der Metzlerpark am Museum Angewandte Kunst in Frankfurt am Main, der Kranzplatz in Wiesbaden und das Hessisches Landesmuseum Darmstadt. Die Premiere von TinyBE: Living in a Sculpture im Jahr 2021 umfasste neun Wohnskulpturen von internationalen Künstlern sowie drei weitere Skulpturen. Die Vorgaben an die Kunstschaffenden waren die Anwendung nachhaltiger Ressourcen und eine maximale Größe von 30 m². Die Arbeiten waren durchgehend zu besichtigen. Führungen sowie temporäres Bewohnen konnten gebucht werden.
Teilnehmende Künstler waren Mia Eve Rollow & Caleb Duarte, Onur Gökmen, Christian Jankowski, Alison Knowles, Terence Koh, MY-CO-X, Laure Prouvost, Sterling Ruby, und Thomas Schütte. Künstler von TinyBE Extra war Charlotte Posenenske, bei TinyBE Extend war es „Vista 3,5°, 2021“ bestehend aus Beatrice Bianchini, Robin Wenzel und Andrea Nicola Strehl unter der Leitung von Matthias Wagner K. Die TinyBE Info-Box planten Schneider + Schumacher.
Ein Rahmenprogramm zur Ausstellung umfasste Vorträge, Diskussionen und ein Kunstvermittlungsprogramm mit Führungen. Rund 20.000 Besucher und 148 Übernachtungen wurden verzeichnet.